# Played rack
Played rack is een artistiek kunstwerk in Amsterdam.
De scheppend kunstenaar Maze de Boer liet zich voor dit werk inspireren door de klimrekken Iglo en Klimboog van Aldo van Eyck (Engels voor klimrek is Play rack) en de druiprekken die Jan van der Togt ontwierp voor Tomado (Engels voor afdruiprek Plate rack). De Boer combineerde deze drie structuren tot een nieuwe, waarbij de visie op het afdruiprek ondersteboven werd geplaatst. Toch blijven kinderen het klimrek zien en volwassenen meest het (af)druiprek.
Het kunstwerk uit 2010 meet 550 bij 400 bij 100 centimeter en is gefabriceerd van roestvast staal. Het stond in eerste instantie in Amsterdam in een oude metaalbewerkingfabriek voor onder andere sterilisatiemachines. Maze de Boer beschouwt zichzelf als kunstenaar die kunst maakte die plaatsgebonden was dan wel kunst die een reactie was op de plaats. Tegelijkertijd wil hij dat een opgeleverd kunstwerk op willekeurig welke plaats dan ook neergezet kan worden. Het Parool omschreef het rek in 2022 als zijnde op zoek naar het behoudt van de essentie van een object terwijl De Boer het ontwerp steeds verder figuurlijk uitkleedt.
Na die eerste plaats verhuisde de constructie regelmatig en stond bijvoorbeeld tijdelijk in een park en ook voor het Cobra Museum voor Moderne Kunst Amstelveen. Het werd in de zomer van 2019 geplaatst aan de Amstelveenseweg tussen het voormalige Burgerweeshuis en kantoorcomplex Tripolis, beide ontworpen door Aldo van Eyck, de eerste in het begin, de tweede aan het eind van zijn architectenloopbaan. Het kwam "te liggen" nabij het toen net geplaatste metershoge werk Spiegel van de hemel van André Volten.
Sinds de (voor)zomer van 2020 is het opgesteld op de terreinen rondom het Van Eesteren Museum (waarvan de coördinaten); het is daar geplaatst naast zijn voorbeeld: een klimrek van Aldo van Eyck.

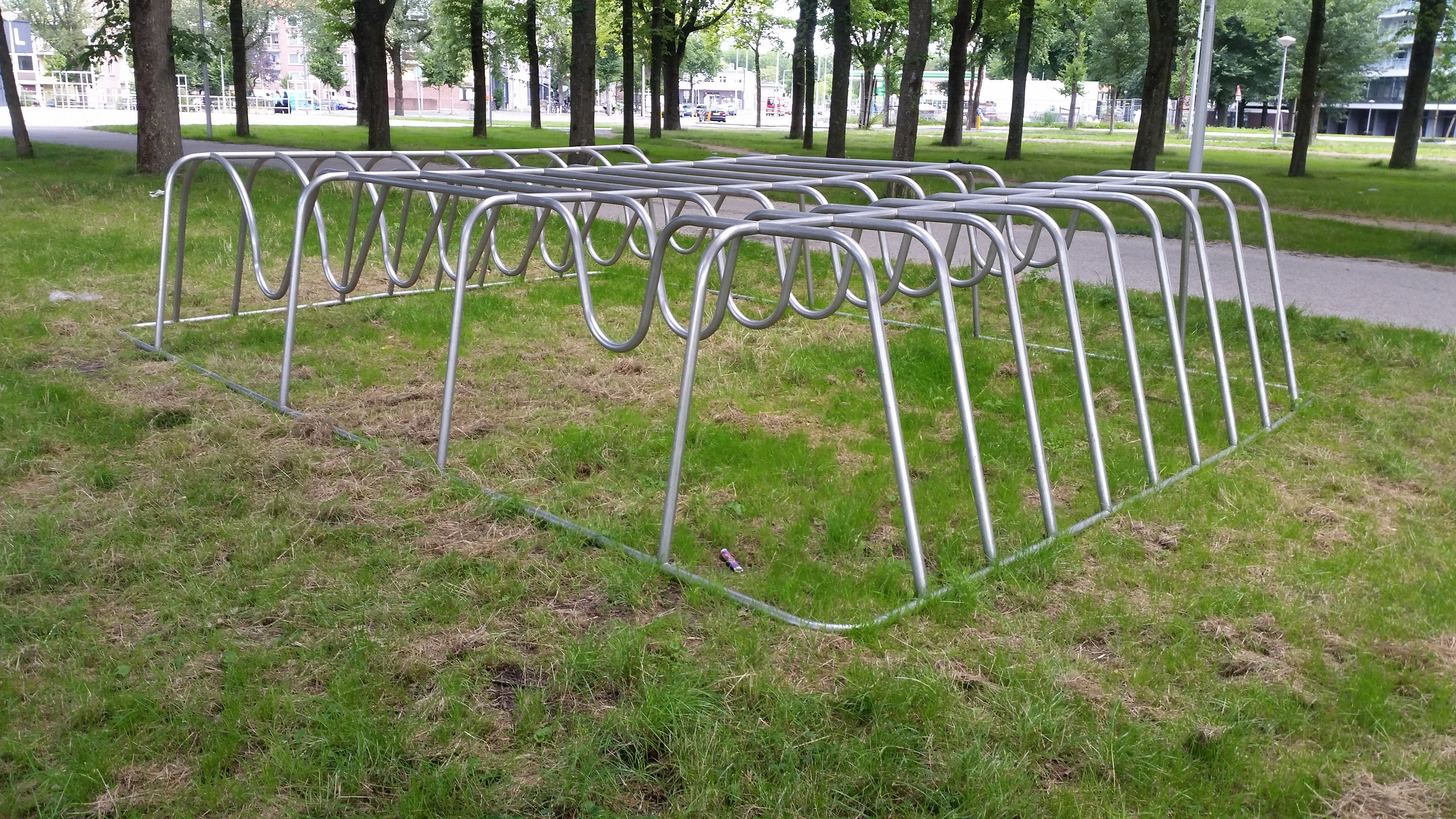
Played rack nabij het Van Eesterenpaviljoen (juli 2020)